# 俺は用心棒 (映画)
『俺は用心棒』（おれはようじんぼう）は、1950年（昭和25年）製作・公開、伊丹万作脚本、稲垣浩監督による日本の長篇劇映画である。シナリオ完成時の原題は『昔を今に』（むかしをいまに）、伊丹の没後に初めて映画化された作品である。

## 略歴・概要

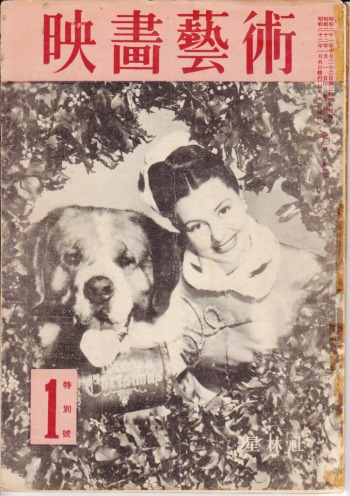
本作のオリジナルシナリオ『昔を今に』を掲載した『映畫藝術』第2巻第1号（星林社、1947年）表紙。

本作のシナリオは、ロード・ダンセイニの小品『もしも』を下敷きに伊丹万作（1900年 - 1946年）が『昔を今に』のタイトルで執筆したものであるとされる。伊丹は、本作の映画化をみることなく1946年（昭和21年）9月21日に亡くなったが、同年に大橋恭彦が創刊した映画雑誌『映畫藝術』（星林社）が、翌1947年（昭和22年）1月発行の第2巻第1号で「伊丹万作追悼」を特集し、伊丹の遺稿、伊藤大輔、池内岳彦（のちの伊丹十三）の文章とともに、本作シナリオを『昔を今に』のタイトルで掲載した。伊丹がサイレント映画用脚本『若しもあの時』として書いたものを稲垣浩がトーキー用に再構成したものである、という説もある。いずれにしても、脚本の雑誌掲載後に本作は映画化された。
伊丹の生前実現しなかった作品にはほかに、『手をつなぐ子等』（監督稲垣浩、1948年）、『恋風五十三次』（シナリオ原題『東海道膝栗毛』、監督中川信夫、1952年）、『不惜身命』（原作山本有三、1942年執筆、未映画化）、『木綿太平記』（原作恩田木工、1943年執筆、同）がある。本作は、伊丹の没後に映画化された作品としては『手をつなぐ子等』に次ぐ2作目であり、脚本専念後に映画化された作品としては生前の『無法松の一生』（監督稲垣浩、1943年）を含めて3作目である。
本作を製作した東横映画、配給した東京映画配給はいずれも現在の東映の前身であり、本作の製作・公開の翌年である1951年（昭和26年））4月1日に合併し、前者は東映京都撮影所、後者は東映の営業部門となった。
本作公開当時のキャッチコピーは、「伊丹万作遺稿の映画化! 口も八丁 手も八丁 俺は天下の豪傑だ!」であった。
2013年（平成25年）1月現在、東京国立近代美術館フィルムセンターは、本作の上映用プリントを所蔵していない。ビデオグラムについてはかつて発売された形跡がなく、東映チャンネルは、本作を放映した形跡がない。事実上、観ることの不可能な作品である。本作の脚本については、1961年（昭和36年）11月15日に発行された『伊丹万作全集 第3巻』（筑摩書房）には収録されていない。

## ストーリー
江戸時代、職探しの旅の途中で、浪人・寒川八郎（片岡千恵蔵）は、出会った老乞食（団徳麿）から「幸福の印篭」を買い取った。町外れの居酒屋で、悪漢（椿三四郎）と喧嘩をし、就職予定先の主人と行き違えになってしまう。落胆して歩いていたときに、ヒゲの豪傑・横田権兵衛（月形龍之介）と知り合い、道中を伴にすることになる。次の町の居酒屋では、美人の酌女・お初（折原啓子）が、大串屋の雁九郎（加東大介）にちょっかいを出されて困っているところに出くわし、八郎と権兵衛はこれを助けてやり、雁九郎はあっさりと片づいてしまう。五斗屋の親分（遠山滿）はこの一部始終を目撃、八郎と権兵衛を「用心棒」として雇うことを申し出る。
「用心棒」生活は酒を飲んだり将棋をしたりと気ままではあるが、たいへん退屈なものであった。八郎は居酒屋でお初に会えるのがたのしみであったが、お初には許婚の与吉（中野清）という存在があった。与吉は大串屋の親分（花菱アチャコ）に騙されて、大串屋の私牢に幽閉されていた。八郎は、牢番（水野浩）をだまして与吉を救出し、山小屋に逃がす。
大串屋と五斗屋との抗争が本格化し、八郎はこんなものは馬鹿げている、として無血終結のために奔走する。まずは大串屋に飛び込んで、口も八丁で嘘を言い、親分を旅立たせて、子分たちに後を追わせた。返す刀で八郎は、役所に行って代官（澤村國太郎）の悪事を暴き、五斗屋に逃げ込む。代官の追手が五斗屋になだれ込むと、五斗屋と子分たちは一斉にそこを逃げ出した。これで町には抗争は消えた。八郎はお初に与吉の居場所を教え、この町を去った。
数年が経過した。八郎は乞食に変り果てていた。仲間の乞食（杉狂児）の言う「悪事さえはたらかなければ、乞食の身分も幸運だ」とのことばを聴いて、「幸福の印篭」を投げ捨てた。さらに月日は経過し、八郎は猿回しになっていた。ある村外れで八郎は、お初の噂を耳にする。お初は与吉に捨てられた。八郎はお初と出逢った居酒屋へ行く。お初がいた。二人は無言で抱き合う。

## スタッフ・作品データ
- 製作 : マキノ光雄
- 企画 : 岡田寿之
- 監督・構成 : 稲垣浩
- 脚本 : 伊丹万作
- 原案 : ロード・ダンセイニ[6]（ノンクレジット）
- 音楽 : 伊福部昭
- 撮影 : 伊藤武夫
- 照明 : 西川鶴三
- 美術 : 嵯峨一平
- 録音 : 佐々木稔郎
- 編集 : 宮本信太郎

- 製作 : 東横映画
- 上映時間（巻数 / メートル） : 89分（8巻 / 2,428メートル）
- フォーマット : 白黒映画 - スタンダードサイズ（1.37:1） - 24fps - モノラル録音
- 映倫番号 : 101
- 公開日 :  日本 1950年2月19日
- 配給 :  東京映画配給

## キャスト
- 片岡千恵蔵 - 寒川八郎
- 月形龍之介 - 横田権兵衛
- 岸旗江 - 旅の女
- 折原啓子 - お初
- 遠山滿 - 五斗屋親分
- 花菱アチャコ - 大串屋親分
- 加東大介 - 雁九郎
- 中野清 - 与吉
- 澤村國太郎 - 代官
- 北見禮子 - 酌取り女
- 杉狂児 - 乞食
- 団徳麿 - 老乞食
- 椿三四郎 - 悪漢
- 水野浩 - 牢番
- 岬弦太郎 - Aの役人
- 志村喬